# داکسبری جنوبی (ماساچوست)
داکسبری جنوبی (به انگلیسی: South Duxbury) یک منطقهٔ مسکونی در ایالات متحده آمریکا است که در شهرستان پلیموث، ماساچوست واقع شده‌است. داکسبری جنوبی ۱۱٫۵ کیلومتر مربع مساحت و ۳٬۳۶۰ نفر جمعیت دارد و ۱۶ متر بالاتر از سطح دریا واقع شده‌است.